# 2006-os panamai népszavazás
2006. október 22-én népszavazást tartottak Panamában arról, hogy bővítsék-e a Panama-csatornát. Körülbelül 43%-os részvétel mellett az igen válasz több mint 3/4-es többséget kapott.

## A népszavazás

### Előzmények, kampány
A Panama-csatorna a 20. század elején épült, és még egy évszázaddal később is az egyetlen vízi utat jelentette, amelynek segítségével Dél-Amerika megkerülése nélkül el lehetett jutni a Csendes-óceánról az Atlanti-óceánra. A csatorna eredeti zsilipei 33,53 méter szélesek, 320,04 méter hosszúak és 12,56 méter mélyek voltak, így a legnagyobb hajók nem fértek át rajtuk. Azt a maximális méretet, amekkora hajók még képesek voltak áthaladni a csatornán, a Panamax szóval jelölték. A 20. század végére azonban egyre nagyobb igény mutatkozott nagyobb hajók áthaladására, ez pedig csak a csatorna bővítésével lett volna megoldható.
A bővítésről szóló terveket 2006. április 24-én mutatta be Alberto Alemán Zubieta, a csatornát kezelő hatóság adminisztrátora. Már ekkor lehetett tudni, hogy a megvalósítást egy népszavazásnak kell megelőznie. A szavazást október 22-re írták ki.
Az ország elnöke, Martín Torrijos Espino kiállt a bővítés mellett, de például a későbbi elnök, Juan Carlos Varela azt mondta, hogy bár szükség lenne a csatorna modernizálására, de a jelenlegi tervek átgondolatlanok, és a téma mélyebb tanulmányozására lenne szükség. Mireya Moscoso korábbi elnök szeptember 25-én kijelentette, hogy támogatja a bővítést, és bár a Torrijos-kormányt rossznak tartja, arra szólította fel az embereket, hogy ennek ellenére ne használják fel a népszavazást a kormánnyal való elégetelenségük kifejezésére, és így egy esetleges nem szavazat leadására. Október 9-én Ricardo Martinelli korábbi elnökjelölt is hasonlóan fogalmazott. Guillermo Endara Galimany korábbi elnök viszont nem támogatta a csatorna bővítését, mivel a terveket kockázatosnak tartotta: ő egy országjáró körúton többhelyütt is kampányolt a nem szavazat mellett. Ugyancsak a nem-et támogatta Jorge Illueca egykori elnök, mivel szerinte fölösleges, hiszen alig létezik pár száz olyan hajó (úgynevezett Poszt-Panamax) a világon, aminek kicsi lenne a jelenlegi csatorna.

### A szavazólap
A szavazáson egyetlen kérdést tettek fel: Egyetért-e ön a Panama-csatorna harmadik zsiliprendszerének megépítéséről szóló tervekkel? (spanyolul: ¿Aprueba usted la propuesta de construcción del tercer juego de esclusas en el Canal de Panamá?). A szavazólapot függőlegesen két egyenlő részre osztották, a bal oldal zöld, a jobb oldal piros színű volt. Mindkét félen szerepelt a kérdés, alatta pedig nagy betűkkel az IGEN (SÍ) és a NEM (NO) szavak, valamint mellettük a négyzet, ahova a szavazójelet lehetett tenni.

### Részletes eredmények
A szavazás eredményei a következők voltak:
| Megnevezés            | Érték     | Százalék | Az érvényes szavazatok százaléka |
| --------------------- | --------- | -------- | -------------------------------- |
| Szavazásra jogosultak | 2 132 842 | 100%     |                                  |
| Érvényes szavazat     | 906 389   | 42,5%    | 100%                             |
| Érvénytelen szavazat  | 17 640    | 0,8%     |                                  |
| Igen szavazat         | 705 284   | 33,1%    | 77,8%                            |
| Nem szavazat          | 201 105   | 9,4%     | 22,2%                            |